# هیساشی یاماموتو
هیساشی یاماموتو (انگلیسی: Hisashi Yamamoto؛ زادهٔ ۱۶ ژوئیهٔ ۱۹۴۳) دانشمند در زمینه شیمی اهل ژاپن است.
وی همچنین برندهٔ جوایزی همچون جایزه ریوجی نویوری شده‌است.